# Faridabad
Faridabad este un oraș în India.